# Dispio oculata
Dispio oculata är en ringmaskart som beskrevs av Imajima 1990. Dispio oculata ingår i släktet Dispio och familjen Spionidae. Inga underarter finns listade i Catalogue of Life.